# Eudioctria unica
Eudioctria unica là một loài ruồi trong họ Asilidae. Eudioctria unica được Adisoemarto & Wood miêu tả năm 1975. Loài này phân bố ở vùng Tân Bắc giới.